# Bombardamenti di Potenza
I bombardamenti di Potenza avvennero nei giorni compresi tra l'8 ed il 19 settembre 1943 ad opera dell'aviazione Alleata, nel corso della seconda guerra mondiale.

## Antefatti
La sera dell’8 settembre 1943 fu trasmesso per radio l’annuncio dell’armistizio con le forze alleate.

## I Bombardamenti
Le vie e le piazze di Potenza si animarono di gente che commentava l’avvenimento, ma tra le 22 e 23,30 , preceduti dal suono delle sirene e dal rombo degli aerei, gli schianti e le deflagrazioni delle bombe si abbatterono sulla città inerme: erano spezzoni incendiari che colpirono i due quartieri opposti di San Luca e Portasalza.
La sera dell’8, infatti, un’incursione della Royal Air Force colpisce  il Palazzo Loffredo, sede del Liceo e del Convitto Nazionale e la Cattedrale di San Gerardo.
La mattina del 9 settembre 1943, verso le dieci, sul cielo del capoluogo appaiono massicce formazioni di quadrimotori B 17 “Fortezze Volanti” e B 24 “Liberator” appartenenti alle forze aeree americane di base in Nord Africa, le quali, in gruppi di tre, molto accostati tra loro, sganciano bombe sul Palazzo delle Scuole Elementari, in via del Popolo, dove sono di stanza le truppe della VII Armata

## Danni e vittime
Il bilancio complessivo delle vittime fu di 187 morti, di cui 118 uomini e 69 donne. Le vittime civili furono 150, 37 i caduti militari.

## Conseguenze
L’evento bellico, con i bombardamenti susseguitisi dall’8 al 19 settembre 1943, determinerà con la sua forza demolitrice l’urgenza di ricostruire l’abitato, gravemente danneggiato, e in particolare modo il rione Addone.